# 南幌町
南幌町（日语：／ Nanporo chō */?）為一個位於日本北海道空知綜合振興局西南部的城鎮，地處石狩平原的西南部。南幌町原本是人口逐漸外移的城鎮，但在20世紀末開始成為札幌市的通勤城鎮之後，人口開始快速成長。當地以農業為主，耕地面積佔境內總面積的70%。特產為高麗菜。南幌町也是南幌工業園區的所在地。
舊名為「幌向」，此名稱源自阿伊努語的「poro-moy」，意思是大又安靜的河川。但後來因為夕張鐵道在此設了南幌向車站，因此改以「南幌」為城鎮的名稱。

## 人口
| 南幌町人口分布圖 |                                               |  |
| 南幌町與日本全國年齡別人口分布比較圖 （2005年資料） | 南幌町的年齡、男女別人口分布圖 （2005年資料） |  |
| ■紫色是南幌町 ■綠色是全国 | ■藍色是男性 ■紅色是女性                       |  |
| 南幌町人口變化 \| 1970年 \| 6,489人 \| \| \| 1975年 \| 5,651人 \| \| \| 1980年 \| 5,444人 \| \| \| 1985年 \| 5,755人 \| \| \| 1990年 \| 5,665人 \| \| \| 1995年 \| 9,020人 \| \| \| 2000年 \| 9,792人 \| \| \| 2005年 \| 9,564人 \| \| \| 2010年 \| 8,781人 \| \| \| 2015年 \| 7,927人 \| \| \| 2020年 \| 7,319人 \| \| |                                               |  |
| 資料來源：日本總務省統計中心提供之人口普查數據 |                                               |  |
| 1970年 | 6,489人                                       |  |
| 1975年 | 5,651人                                       |  |
| 1980年 | 5,444人                                       |  |
| 1985年 | 5,755人                                       |  |
| 1990年 | 5,665人                                       |  |
| 1995年 | 9,020人                                       |  |
| 2000年 | 9,792人                                       |  |
| 2005年 | 9,564人                                       |  |
| 2010年 | 8,781人                                       |  |
| 2015年 | 7,927人                                       |  |
| 2020年 | 7,319人                                       |  |

## 歷史
在2003年7月曾經與由仁町、栗山町共同成立合併協議會討論合併事宜，並在公開招募合併後名稱後，決定使用「東札幌市」做為合併後的新市名，並於2004年11月簽訂了合併協議書。但由於位於南幌町和由仁町之間的長沼町並未加入合併計劃，將會使得南幌町成為合併後城市的飛地，結果造成南幌町對居民舉行的合併意願公民投票中，反對者多於贊成者，町議會也隨之否決合併案，最後造成合併失敗。

### 年表
- 1909年4月1日：幌向村成為北海道二級村。
- 1962年5月1日：改名並改制為南幌町[8]（日文讀音為）。
- 1968年：讀音改為。

## 交通

### 鐵路
- 過去曾有夕張鐵道，但已於1975年停駛。

### 道路
| 一般國道 - 國道337號 | 道道 - 北海道道274號栗澤南幌線 - 北海道道430號南幌向停車場線 - 北海道道1009號長沼南幌線 - 北海道道1056號江別長沼線 - 北海道道1080號栗山北廣島線 |

## 教育

### 高等學校
- 道立南幌高等學校 （页面存档备份，存于）

### 中學校
- 南幌町立南幌中學校

### 小學校
| - 南幌町立南幌小學校 | - 南幌町立綠野小學校 | - 南幌町立夕張太小學校 |

### 特殊學校
- 北海道南幌養護學校 （页面存档备份，存于）

## 出身名人
- 橋本和仁：東京大學教授

## 姊妹市・友好都市

### 日本
- 京北町（京都府北桑田郡）：已於2005年4月1日併入京都市，現屬於右京區。

## 外部連結
- （日語）南幌町觀光協會
- （日語）南幌町商工會
- （日語）南幌農會 （页面存档备份，存于）